# Грюнвальдська битва – битва народів
«Грюнвальдська битва — битва народів» — науково-популярне видання, що вийшло у київському видавництві «Балтія-Друк» за підтримки Державного комітету телебачення і радіомовлення України у рамках бюджетної програми «Українська книга» 2010 року.
Бумблаускас А., Марзалюк І., Черкас Б. Грюнвальдська битва — битва народів. — Київ: Балтія-Друк, 2010. — 272 сторінок: ілюстрації. ISBN 978-966-8137-72-3
Книга перекладена литовською мовою.
20 лютого 2011 питовський переклад був презентований під час роботи ХІІ міжнародного Вільнюського книжкового ярмарку. Автограф-сесію з авторами книги відвідав прем'єр-міністр Республіки Литва А. Кубілюс. Він висловив своє зацікавлення і захоплення новим спільним проєктом.
Один з авторів книги, доктор історичних наук, професор Альфредас Бумблаускас презентуючи видання, наголосив: 
| … цей міжнародний проект став першою спробою істориків трьох країн – України, Білорусі та Литви – спільно відтворити події Грюнвальдської битви 1410 р., що вплинули на долю всіх європейських народів, дослідити участь у цих подіях братніх народів – поляків, литовців, українців, білорусів і росіян — і у популярній, захоплюючій формі розповісти про них читачеві. |
Книга має оригінальне художнє рішення книги і якісний друк з використанням новітніх поліграфічних технологій.
Зібрати і відтворити унікальний ілюстративний матеріал допомогли наукові працівники національних музеїв, заповідників, державних архівів і бібліотек України, Польщі, Литви і Білорусі.